# Free Fire Continental Series 2020
Free Fire Continental Series 2020: Américas, mais abreviado de FFCS foi uma competição de free fire realizada pela Garena, desenvolvedora do jogo substituindo o Free Fire World Series em decorrência da pandemia do COVID-19. Ocorreu entre 21 de Novembro á  28 de Novembro de 2020 e contou com 6 equipes do Brasil e 6 equipes do LATAM.

## Américas
| Posição | Equipe             | Pontuação | Premiação |
| ------- | ------------------ | --------- | --------- |
| 1       | Team Liquid        | 151       | $ 80 mil  |
| 2       | Santos Hotforex    | 151       | $ 50 mil  |
| 3       | SS eSports         | 136       | $ 30 mil  |
| 4       | Pain Gaming        | 121       | $ 26 mil  |
| 5       | Flamengo B4        | 110       | $ 22 mil  |
| 6       | Vivo Keyd          | 103       | $ 18 mil  |
| 7       | Red Canids Kalunga | 74        | $ 16 mil  |
| 8       | Arctic Gaming      | 70        | $ 14 mil  |
| 9       | Cruzeiro eSports   | 69        | $ 12 mil  |
| 10      | IGNIS eSports      | 48        | $ 12 mil  |
| 11      | Savage eSports     | 47        | $ 10 mil  |
| 12      | Team Aze           | 26        | $ 10 mil  |

## Melhor jogador
Lukas "LukasTD" Tavares, jogador da Team Liquid foi eleito MVP com 13 abates.